# Panhard & Levassor Type X52
Der Panhard & Levassor Type X52 ist ein Pkw-Prototyp von 1925. Hersteller war Panhard & Levassor in Frankreich.

## Beschreibung
Die Fahrzeuge haben einen ventillosen Schiebermotor nach einer Lizenz von Charles Yale Knight. Vom Motorcode ist nur der Anfang „SK4“ bekannt. Das „K“ steht für Knight und die „4“ für die Anzahl der Zylinder.
Der Vierzylinder-Reihenmotor hat 70 mm Bohrung, 107 mm Hub und 1647 cm³ Hubraum. Er wurde auch 10 CV genannt. Die Leistung des Frontmotors wird über eine Kardanwelle an die Hinterachse übertragen.
Das Fahrzeug entstand im Februar 1925 und blieb ein Einzelstück. Die nationale Zulassungsbehörde hatte am 21. Februar 1925 ihre Erlaubnis erteilt.
Übrigens gab es im selben Jahr mit dem Type 55 ein vergleichbares Konzeptfahrzeug mit einem Motor ähnlicher Größe, aber mit anderen Zylinderabmessungen.